# Kjell Bergqvist
Kjell Bertil Leonard Bergqvist (født 23. februar 1953) er en svensk skuespiller, der har medvirket i mere end 90 film og tv-serier. Han studerede på Dramatens elevskola og dimitterede i 1973.
I 1990'erne medvirkede Bergqvist i flere af filmene om Martin Beck, hvor han spillede kollegaen Lennart Kollberg. Han har modtaget to Guldbagge-priser i henholdsvis 2001 og 2010. I 2016 vandt han Kristallen for sin præstation i tv-serien Springfloden.

## Udvalgt filmografi
- Familjen Ekbladh (tv-serie, 1971)
- Om 7 flickor (1973)
- En enkel melodi (1974)
- Tabu (1977)
- Jack (1977)
- Chez Nous (1978)
- Katitzi (tv-serie, 1979-1980)
- Manden som gik op i røg (1980)
- Babels hus (tv-serie, 1981)
- Operation Leo (1981)
- Klippet (1982)
- Malacca (1987)
- Den demokratiske terrorist (1992)
- Brandbilen som forsvandt (1993)
- Strisser, strisser (1993)
- Roseanna (1993)
- Manden på balkonen (1993)
- Politimorderen (1994)
- Stockholm Marathon (1994)
- At være John-John (1996)
- Selma & Johanna - En roadmovie (1997)
- Dødelig drift (1999)
- Den bedste sommer (2000)
- Lev livet (2001)
- Ondskab (2003)
- Slanke Sussie (2003)
- Tre sole (2004)
- Graven (tv-serie, 2004-2005)
- Kokken (2005)
- Punkprinsesser (2005)
- Gangster (2007)
- Bryllupsfotografen (2009)
- Klara (2010)
- Kommissær Speck (2010)
- Vores venners liv (tv-serie, 2010)
- Åsa-Nisse - wälkom to Knohult (2011)
- Flimmer (2012)
- En pilgrims død (tv-serie , 2013)
- Monica Z (2013)
- Den fjerde mand (tv-serie, 2014-2015)
- Præsten i paradis (2015)
- Springfloden (tv-serie, 2016-2018)
- Lykkeligere kan ingen være (2018)
- Bäckström (tv-serie, 2020-2024)
- Blindspår (tv-serie, 2025)